# Taapsee Pannu
Taapsee Pannu (Nueva Delhi, 1 de agosto de 1987) es una actriz y modelo india conocida por interpretar papeles en películas en los idiomas telugu, tamil, malabar e hindi. Taapsee inició una carrera en el modelaje antes de convertirse en actriz.

## Biografía

### Primeros años y modelaje
Taapsee nació el 1 de agosto de 1987 en Nueva Delhi. Tiene una hermana llamada Shagun Pannu. Tras graduarse como ingeniera de sistemas, se desempeñó por un tiempo como desarrolladora de software. Se convirtió en modelo luego de una audición exitosa para el programa de televisión Get Gorgeous, lo que eventualmente la llevó a convertirse en actriz. Taapsee ha aparecido en numerosas campañas publicitarias, tanto impresas como audiovisuales. Después de unos años, perdió el interés en modelar porque pensó que nunca podría obtener el reconocimiento adecuado a través de esta profesión, decidiendo finalmente probar suerte en el mundo de la actuación.

### Carrera como actriz
Taapsee hizo su debut en el cine telugu en la película Jhummandi Naadam, dirigida por Raghavendra Rao. Desde entonces ha aparecido en una gran cantidad de producciones aclamadas por la crítica como Aadukalam, Vastadu Naa Raju y Mr. Perfect. Su película en tamil Aadukalam ganó seis Premios Nacionales de Cine en la edición número 58 de dicho evento. También ha trabajado en la industria cinematográfica malabar, ha actuado en tres películas telugu y en varias producciones del cine hindi. En la gala de los Premios Edison 2014 fue reconocida como la actriz femenina más entusiasta por su participación en la cinta Arrambam (2013). En 2015 protagonizó la cinta aclamada por la crítica y la audiencia Baby. Protagonizó el drama Pink (2016), la película bélica The Ghazi Attack (2017) y la comedia Judwaa 2 (2017).

## Plano personal

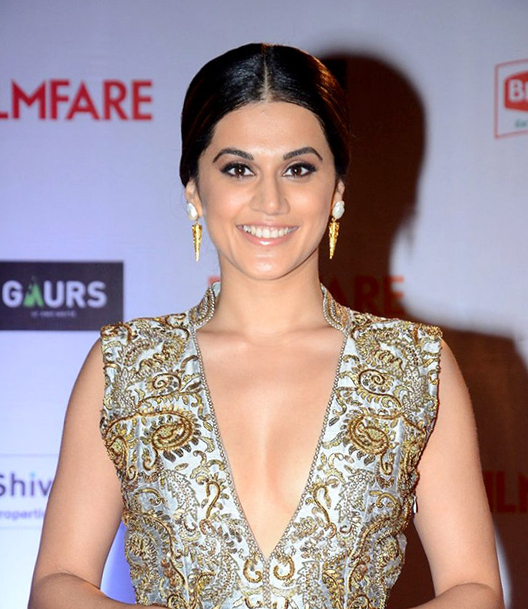
Taapsee en 2016.

En una entrevista en 2015 Taapsee afirmó respecto a sus relaciones personales: «He salido con un tipo normal del sur de la India. Nunca he salido con una estrella y nunca lo haré, puedo garantizarlo. Tengo claro que solo puede haber una estrella en la relación y esa soy yo. Personalmente, no creo que pueda funcionar una relación entre dos actores». Desde finales de 2013 sostiene una relación sentimental con el jugador de bádminton danés Mathias Boe.

## Filmografía
| Año  | Título                              | Rol                     | Idioma  |
| ---- | ----------------------------------- | ----------------------- | ------- |
| 2010 | Jhummandi Naadam                    | Sravya                  | Telugu  |
| 2011 | Aadukalam                           | Irene Claude            | Tamil   |
| 2011 | Vastadu Naa Raju                    | Pooja                   | Telugu  |
| 2011 | Mr. Perfect                         | Maggie                  | Telugu  |
| 2011 | Veera                               | Aiki                    | Telugu  |
| 2011 | Vandhaan Vendraan                   | Anjana                  | Tamil   |
| 2011 | Mogudu                              | Raja Rajeshwari         | Telugu  |
| 2011 | Doubles                             | Saira Banu              | Malabar |
| 2012 | Daruvu                              | Swetha                  | Telugu  |
| 2013 | Gundello Godari                     | Sarala                  | Telugu  |
| 2013 | Chashme Baddoor                     | Seema                   | Hindi   |
| 2013 | Shadow                              | Madhubala               | Telugu  |
| 2013 | Sahasam                             | Sreenidhi               | Telugu  |
| 2013 | Arrambam                            | Anitha                  | Tamil   |
| 2014 | Kathai Thiraikathai Vasanam Iyakkam |                         | Tamil   |
| 2015 | Baby                                | Shabana Khan            | Hindi   |
| 2015 | Kanchana 2                          | Nandhini                | Tamil   |
| 2015 | Vai Raja Vai                        | Shreya                  | Tamil   |
| 2015 | Dongaata                            | Herself                 | Telugu  |
| 2016 | Pink                                | Meenal Arora            | Hindi   |
| 2017 | Running Shaadi                      | Nimmi                   | Hindi   |
| 2017 | The Ghazi Attack                    | Ananya                  | Hindi   |
| 2017 | The Ghazi Attack                    | Ananya                  | Telugu  |
| 2017 | Naam Shabana                        | Shabana Khan            | Hindi   |
| 2017 | Anando Brahma                       | Unnamed ghost           | Telugu  |
| 2017 | Judwaa 2                            | Samaara                 | Hindi   |
| 2018 | Dil Juunglee                        | Koroli Nair             | Hindi   |
| 2018 | Nitishastra                         | Malty                   | Hindi   |
| 2018 | Soorma                              | Harpreet                | Hindi   |
| 2018 | Mulk                                | Aarti Malhotra/Mohammed | Hindi   |
| 2018 | Neevevaro                           | Vennela                 | Telugu  |
| 2018 | Manmarziyaan                        | Rumi Bagga              | Hindi   |